# Список астероїдів (2401—2500)
| Назва                                 | Тимчасове позначення | Дата відкриття   | Місце відкриття                         | Відкривач                                              |
| ------------------------------------- | -------------------- | ---------------- | --------------------------------------- | ------------------------------------------------------ |
| 2401 Аеліта (Aehlita)                 | 1975 VM2             | 2 листопада 1975 | КрАО                                    | Смирнова Тамара Михайлівна                             |
| 2402 Сатпаєв (Satpaev)                | 1979 OR13            | 31 липня 1979    | КрАО                                    | Черних Микола Степанович                               |
| 2403 Шумава (Sumava)                  | 1979 SQ              | 25 вересня 1979  | Обсерваторія Клеть                      | Антонін Мркос                                          |
| 2404 Антарктика (Antarctica)          | 1980 TE              | 1 жовтня 1980    | Обсерваторія Клеть                      | Антонін Мркос                                          |
| 2405 Велш (Welch)                     | 1963 UF              | 18 жовтня 1963   | Обсерваторія Ґете Лінка                 | Університет Індіани                                    |
| 2406 Орельськая (Orelskaya)           | 1966 QG              | 20 серпня 1966   | КрАО                                    | КрАО                                                   |
| 2407 Хауг (Haug)                      | 1973 DH              | 27 лютого 1973   | Гамбурзька обсерваторія                 | Любош Когоутек                                         |
| 2408 Астапович (Astapovich)           | 1978 QK1             | 31 серпня 1978   | КрАО                                    | Черних Микола Степанович                               |
| 2409 Чепмен (Chapman)                 | 1979 UG              | 17 жовтня 1979   | Станція Андерсон-Меса                   | Едвард Бовелл                                          |
| 2410 Моррісон (Morrison)              | 1981 AF              | 3 січня 1981     | Станція Андерсон-Меса                   | Едвард Бовелл                                          |
| 2411 Зеллнер (Zellner)                | 1981 JK              | 3 травня 1981    | Станція Андерсон-Меса                   | Едвард Бовелл                                          |
| 2412 Віл (Wil)                        | 3537 P-L             | 17 жовтня 1960   | Паломарська обсерваторія                | К. Й. ван Гаутен, І. ван Гаутен-Ґроневельд, Т. Герельс |
| 2413 ван де Гулст (van de Hulst)      | 6816 P-L             | 24 вересня 1960  | Паломарська обсерваторія                | К. Й. ван Гаутен, І. ван Гаутен-Ґроневельд, Т. Герельс |
| 2414 Вібеке (Vibeke)                  | 1931 UG              | 18 жовтня 1931   | Обсерваторія Гейдельберг-Кеніґштуль     | К. В. Райнмут                                          |
| 2415 Ґанеса (Ganesa)                  | 1978 UJ              | 28 жовтня 1978   | Станція Андерсон-Меса                   | Г. Л. Джіклас                                          |
| 2416 Шаронов (Sharonov)               | 1979 OF13            | 31 липня 1979    | КрАО                                    | Черних Микола Степанович                               |
| 2417 Маквітті (McVittie)              | 1964 CD              | 15 лютого 1964   | Обсерваторія Ґете Лінка                 | Університет Індіани                                    |
| 2418 Восковец-Веріх (Voskovec-Werich) | 1971 UV              | 26 жовтня 1971   | Гамбурзька обсерваторія                 | Любош Когоутек                                         |
| 2419 Молдавія (Moldavia)              | 1974 SJ              | 19 вересня 1974  | КрАО                                    | Черних Людмила Іванівна                                |
| 2420 Чюрліоніс (Ciurlionis)           | 1975 TN              | 3 жовтня 1975    | КрАО                                    | Черних Микола Степанович                               |
| 2421 Нінінгер (Nininger)              | 1979 UD              | 17 жовтня 1979   | Станція Андерсон-Меса                   | Едвард Бовелл                                          |
| 2422 Перовська (Perovskaya)           | 1968 HK1             | 28 квітня 1968   | КрАО                                    | Смирнова Тамара Михайлівна                             |
| 2423 Ibarruri                         | 1972 NC              | 14 липня 1972    | КрАО                                    | Журавльова Людмила Василівна                           |
| 2424 Таутенбург (Tautenburg)          | 1973 UT5             | 27 жовтня 1973   | Обсерваторія Карла Шварцшильда          | Ф. Бернґен, К. Кірш                                    |
| 2425 Шеньчжень (Shenzhen)             | 1975 FW              | 17 березня 1975  | Обсерваторія Цзицзіньшань               | Обсерваторія Червона Гора                              |
| 2426 Симонов (Simonov)                | 1976 KV              | 26 травня 1976   | КрАО                                    | Черних Микола Степанович                               |
| 2427 Кобзар (Kobzar)                  | 1976 YQ7             | 20 грудня 1976   | КрАО                                    | Черних Микола Степанович                               |
| 2428 Каменяр (Kamenyar)               | 1977 RZ6             | 11 вересня 1977  | КрАО                                    | Черних Микола Степанович                               |
| 2429 Шюрер (Schurer)                  | 1977 TZ              | 12 жовтня 1977   | Ціммервальдська обсерваторія            | Пауль Вільд                                            |
| 2430 Брюс Гелін (Bruce Helin)         | 1977 VC              | 8 листопада 1977 | Паломарська обсерваторія                | Е. Гелін, Юджин Шумейкер                               |
| 2431 Сковорода (Skovoroda)            | 1978 PF3             | 8 серпня 1978    | КрАО                                    | Черних Микола Степанович                               |
| 2432 Сумана (Soomana)                 | 1981 FA              | 30 березня 1981  | Станція Андерсон-Меса                   | Едвард Бовелл                                          |
| 2433 Сутійо (Sootiyo)                 | 1981 GJ              | 5 квітня 1981    | Станція Андерсон-Меса                   | Едвард Бовелл                                          |
| 2434 Бейтсон (Bateson)                | 1981 KA              | 27 травня 1981   | Університетська обсерваторія Маунт-Джон | Алан Ґілмор, Памела Кілмартін                          |
| 2435 Хоремхеб (Horemheb)              | 4578 P-L             | 24 вересня 1960  | Паломарська обсерваторія                | К. Й. ван Гаутен, І. ван Гаутен-Ґроневельд, Т. Герельс |
| 2436 Хатшепсут (Hatshepsut)           | 6066 P-L             | 24 вересня 1960  | Паломарська обсерваторія                | К. Й. ван Гаутен, І. ван Гаутен-Ґроневельд, Т. Герельс |
| 2437 Амнестія (Amnestia)              | 1942 RZ              | 14 вересня 1942  | Турку                                   | Мар'ї Вяйсяля                                          |
| 2438 Олешко (Oleshko)                 | 1975 VO2             | 2 листопада 1975 | КрАО                                    | Смирнова Тамара Михайлівна                             |
| 2439 Улугбек (Ulugbek)                | 1977 QX2             | 21 серпня 1977   | КрАО                                    | Черних Микола Степанович                               |
| 2440 Едукатіо (Educatio)              | 1978 VQ4             | 7 листопада 1978 | Паломарська обсерваторія                | Е. Гелін, Ш. Дж. Бас                                   |
| 2441 Гіббс (Hibbs)                    | 1979 MN2             | 25 червня 1979   | Обсерваторія Сайдинг-Спрінг             | Е. Гелін, Ш. Дж. Бас                                   |
| 2442 Корбетт (Corbett)                | 1980 TO              | 3 жовтня 1980    | Обсерваторія Клеть                      | Зденька Ваврова                                        |
| 2443 Томейлін (Tomeileen)             | A906 BJ              | 24 січня 1906    | Обсерваторія Гейдельберг-Кеніґштуль     | Макс Вольф                                             |
| 2444 Ледерле (Lederle)                | 1934 CD              | 5 лютого 1934    | Обсерваторія Гейдельберг-Кеніґштуль     | К. В. Райнмут                                          |
| 2445 Блажко (Blazhko)                 | 1935 TC              | 3 жовтня 1935    | Сімеїз                                  | Пелагея Шайн                                           |
| 2446 Луначарський (Lunacharsky)       | 1971 TS2             | 14 жовтня 1971   | КрАО                                    | Черних Людмила Іванівна                                |
| 2447 Кронштадт (Kronstadt)            | 1973 QY1             | 31 серпня 1973   | КрАО                                    | Смирнова Тамара Михайлівна                             |
| 2448 Шолохов (Sholokhov)              | 1975 BU              | 18 січня 1975    | КрАО                                    | Черних Людмила Іванівна                                |
| 2449 Kenos                            | 1978 GC              | 8 квітня 1978    | Обсерваторія Серро Тололо               | Вільям Ліллер                                          |
| 2450 Іоаннісіані (Ioannisiani)        | 1978 RP              | 1 вересня 1978   | КрАО                                    | Черних Микола Степанович                               |
| 2451 Дольфюс (Dollfus)                | 1980 RQ              | 2 вересня 1980   | Станція Андерсон-Меса                   | Едвард Бовелл                                          |
| 2452 Ліо (Lyot)                       | 1981 FE              | 30 березня 1981  | Станція Андерсон-Меса                   | Едвард Бовелл                                          |
| 2453 Вобаш (Wabash)                   | A921 SA              | 30 вересня 1921  | Обсерваторія Гейдельберг-Кеніґштуль     | К. В. Райнмут                                          |
| 2454 Олаус Маґнус (Olaus Magnus)      | 1941 SS              | 21 вересня 1941  | Турку                                   | Ірйо Вяйсяля                                           |
| 2455 Сомвіль (Somville)               | 1950 TO4             | 5 жовтня 1950    | Королівська обсерваторія Бельгії        | Сильвен Арен                                           |
| 2456 Palamedes                        | 1966 BA1             | 30 січня 1966    | Обсерваторія Цзицзіньшань               | Обсерваторія Червона Гора                              |
| 2457 Рубльов (Rublyov)                | 1975 TU2             | 3 жовтня 1975    | КрАО                                    | Черних Людмила Іванівна                                |
| 2458 Венякаверін (Veniakaverin)       | 1977 RC7             | 11 вересня 1977  | КрАО                                    | Черних Микола Степанович                               |
| 2459 Спеллманн (Spellmann)            | 1980 LB1             | 11 червня 1980   | Паломарська обсерваторія                | Керолін Шумейкер                                       |
| 2460 Мітлінкольн (Mitlincoln)         | 1980 TX4             | 1 жовтня 1980    | Сокорро (Нью-Мексико)                   | Лоренс Тафф, Дейв Бетті                                |
| 2461 Клавель (Clavel)                 | 1981 EC1             | 5 березня 1981   | Обсерваторія Ла-Сілья                   | Анрі Дебеонь, Джованні де Санктіс                      |
| 2462 Негаленнія (Nehalennia)          | 6578 P-L             | 24 вересня 1960  | Паломарська обсерваторія                | К. Й. ван Гаутен, І. ван Гаутен-Ґроневельд, Т. Герельс |
| 2463 Стерпін (Sterpin)                | 1934 FF              | 10 березня 1934  | Вільямс Бей                             | Джордж Ван-Бісбрук                                     |
| 2464 Норденшельд (Nordenskiold)       | 1939 BF              | 19 січня 1939    | Турку                                   | Ірйо Вяйсяля                                           |
| 2465 Вільсон (Wilson)                 | 1949 PK              | 2 серпня 1949    | Обсерваторія Гейдельберг-Кеніґштуль     | К. В. Райнмут                                          |
| 2466 Ґолсон (Golson)                  | 1959 RJ              | 7 вересня 1959   | Обсерваторія Ґете Лінка                 | Університет Індіани                                    |
| 2467 Коллонтай (Kollontai)            | 1966 PJ              | 14 серпня 1966   | КрАО                                    | Черних Людмила Іванівна                                |
| 2468 Рєпін (Repin)                    | 1969 TO1             | 8 жовтня 1969    | КрАО                                    | Черних Людмила Іванівна                                |
| 2469 Таджикистан (Tadjikistan)        | 1970 HA              | 27 квітня 1970   | КрАО                                    | Smirnova, T. M.                                        |
| 2470 Аґемацу (Agematsu)               | 1976 UW15            | 22 жовтня 1976   | Обсерваторія Кісо                       | Хірокі Косаї, Кіїтіро Фурукава                         |
| 2471 Ультраєктум (Ultrajectum)        | 6545 P-L             | 24 вересня 1960  | Паломарська обсерваторія                | К. Й. ван Гаутен, І. ван Гаутен-Ґроневельд, Т. Герельс |
| 2472 Бредман (Bradman)                | 1973 DG              | 27 лютого 1973   | Гамбурзька обсерваторія                 | Любош Когоутек                                         |
| 2473 Heyerdahl                        | 1977 RX7             | 12 вересня 1977  | КрАО                                    | Черних Микола Степанович                               |
| 2474 Рубі (Ruby)                      | 1979 PB              | 14 серпня 1979   | Обсерваторія Клеть                      | Зденька Ваврова                                        |
| 2475 Семенов (Semenov)                | 1972 TF2             | 8 жовтня 1972    | КрАО                                    | Журавльова Людмила Василівна                           |
| 2476 Андерсен (Andersen)              | 1976 JF2             | 2 травня 1976    | КрАО                                    | Черних Микола Степанович                               |
| 2477 Бірюков (Biryukov)               | 1977 PY1             | 14 серпня 1977   | КрАО                                    | Микола Черних                                          |
| 2478 Токай (Tokai)                    | 1981 JC              | 4 травня 1981    | Токай (Айті)                            | Тошімата Фурута                                        |
| 2479 Соданкюля (Sodankyla)            | 1942 CB              | 6 лютого 1942    | Турку                                   | Ірйо Вяйсяля                                           |
| 2480 Папанов (Papanov)                | 1976 YS1             | 16 грудня 1976   | КрАО                                    | Черних Людмила Іванівна                                |
| 2481 Бюргі (Burgi)                    | 1977 UQ              | 18 жовтня 1977   | Ціммервальдська обсерваторія            | Пауль Вільд                                            |
| 2482 Перкін (Perkin)                  | 1980 CO              | 13 лютого 1980   | Гарвардська обсерваторія                | Гарвардська обсерваторія                               |
| 2483 Ґвіневера (Guinevere)            | 1928 QB              | 17 серпня 1928   | Обсерваторія Гейдельберг-Кеніґштуль     | Макс Вольф                                             |
| 2484 Паренаго (Parenago)              | 1928 TK              | 7 жовтня 1928    | Сімеїз                                  | Григорій Неуймін                                       |
| 2485 Шеффлер (Scheffler)              | 1932 BH              | 29 січня 1932    | Обсерваторія Гейдельберг-Кеніґштуль     | К. В. Райнмут                                          |
| 2486 Метсахові (Metsahovi)            | 1939 FY              | 22 березня 1939  | Турку                                   | Ірйо Вяйсяля                                           |
| 2487 Юхані (Juhani)                   | 1940 RL              | 8 вересня 1940   | Турку                                   | Гейккі Алікоскі                                        |
| 2488 Брайян (Bryan)                   | 1952 UT              | 23 жовтня 1952   | Обсерваторія Ґете Лінка                 | Університет Індіани                                    |
| 2489 Суворов (Suvorov)                | 1975 NY              | 11 липня 1975    | КрАО                                    | Черних Людмила Іванівна                                |
| 2490 Буссоліні (Bussolini)            | 1976 AG              | 3 січня 1976     | Астрономічний комплекс Ель-Леонсіто     | Обсерваторія Фелікса Аґілара                           |
| 2491 Тваштрі (Tvashtri)               | 1977 CB              | 15 лютого 1977   | Паломарська обсерваторія                | Вільям Себок                                           |
| 2492 Кутузов (Kutuzov)                | 1977 NT              | 14 липня 1977    | КрАО                                    | Черних Микола Степанович                               |
| 2493 Елмер (Elmer)                    | 1978 XC              | 1 грудня 1978    | Гарвардська обсерваторія                | Гарвардська обсерваторія                               |
| 2494 Інґе (Inge)                      | 1981 LF              | 4 червня 1981    | Станція Андерсон-Меса                   | Едвард Бовелл                                          |
| 2495 Новіомагум (Noviomagum)          | 7071 P-L             | 17 жовтня 1960   | Паломарська обсерваторія                | К. Й. ван Гаутен, І. ван Гаутен-Ґроневельд, Т. Герельс |
| 2496 Фернандус (Fernandus)            | 1953 TC1             | 8 жовтня 1953    | Обсерваторія Ґете Лінка                 | Університет Індіани                                    |
| 2497 Куликовський (Kulikovskij)       | 1977 PZ1             | 14 серпня 1977   | КрАО                                    | Черних Микола Степанович                               |
| 2498 Цесевич (Tsesevich)              | 1977 QM3             | 23 серпня 1977   | КрАО                                    | Черних Микола Степанович                               |
| 2499 Бранк (Brunk)                    | 1978 VJ7             | 7 листопада 1978 | Паломарська обсерваторія                | Е. Гелін, Ш. Дж. Бас                                   |
| 2500 Аласкаттало (Alascattalo)        | 1926 GC              | 2 квітня 1926    | Обсерваторія Гейдельберг-Кеніґштуль     | К. В. Райнмут                                          |

| Астероїди 1—10000 → |           |           |           |           |           |           |           |           |            |
| 1—100               | 1001—1100 | 2001—2100 | 3001—3100 | 4001—4100 | 5001—5100 | 6001—6100 | 7001—7100 | 8001—8100 | 9001—9100  |
| 101—200             | 1101—1200 | 2101—2200 | 3101—3200 | 4101—4200 | 5101—5200 | 6101—6200 | 7101—7200 | 8101—8200 | 9101—9200  |
| 201—300             | 1201—1300 | 2201—2300 | 3201—3300 | 4201—4300 | 5201—5300 | 6201—6300 | 7201—7300 | 8201—8300 | 9201—9300  |
| 301—400             | 1301—1400 | 2301—2400 | 3301—3400 | 4301—4400 | 5301—5400 | 6301—6400 | 7301—7400 | 8301—8400 | 9301—9400  |
| 401—500             | 1401—1500 | 2401—2500 | 3401—3500 | 4401—4500 | 5401—5500 | 6401—6500 | 7401—7500 | 8401—8500 | 9401—9500  |
| 501—600             | 1501—1600 | 2501—2600 | 3501—3600 | 4501—4600 | 5501—5600 | 6501—6600 | 7501—7600 | 8501—8600 | 9501—9600  |
| 601—700             | 1601—1700 | 2601—2700 | 3601—3700 | 4601—4700 | 5601—5700 | 6601—6700 | 7601—7700 | 8601—8700 | 9601—9700  |
| 701—800             | 1701—1800 | 2701—2800 | 3701—3800 | 4701—4800 | 5701—5800 | 6701—6800 | 7701—7800 | 8701—8800 | 9701—9800  |
| 801—900             | 1801—1900 | 2801—2900 | 3801—3900 | 4801—4900 | 5801—5900 | 6801—6900 | 7801—7900 | 8801—8900 | 9801—9900  |
| 901—1000            | 1901—2000 | 2901—3000 | 3901—4000 | 4901—5000 | 5901—6000 | 6901—7000 | 7901—8000 | 8901—9000 | 9901—10000 |